# 倒車雷達
倒車雷達（英語：Parking sensors），又称停车辅助系统，或称倒车电脑警示系统。通常使用超音波感測器，在倒車時當障礙物與車輛的距離低於警戒距離時，使用顯示器或蜂鳴器發出警訊通知，提醒駕駛人注意。

## 外部連結

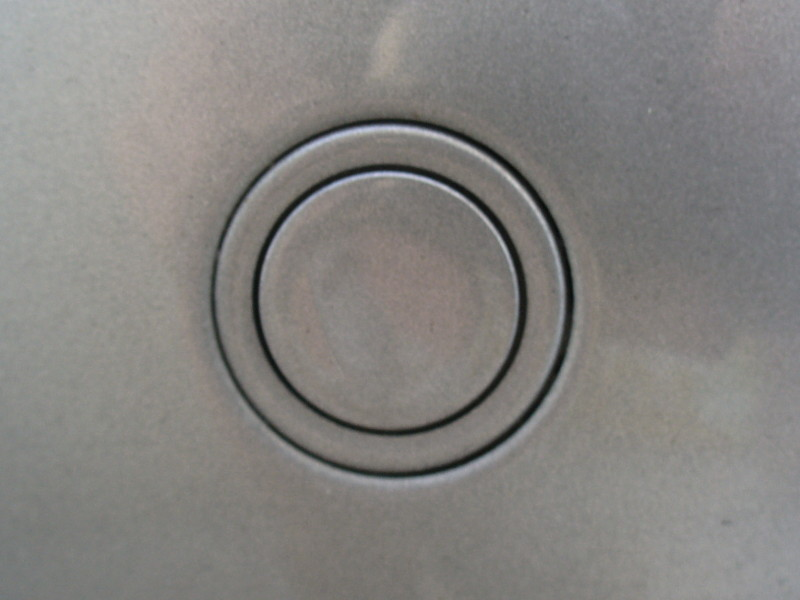
奥迪A4的倒车雷达

- "Parking sensors" - 搜索 Google 圖書
- "倒車雷達" - 搜索 Google 圖書
- （英文）BMW Technology Guide: Park Distance Control （页面存档备份，存于）
- （英文）US Patent for extrapolation of parking sensors